# 翠鳴臺

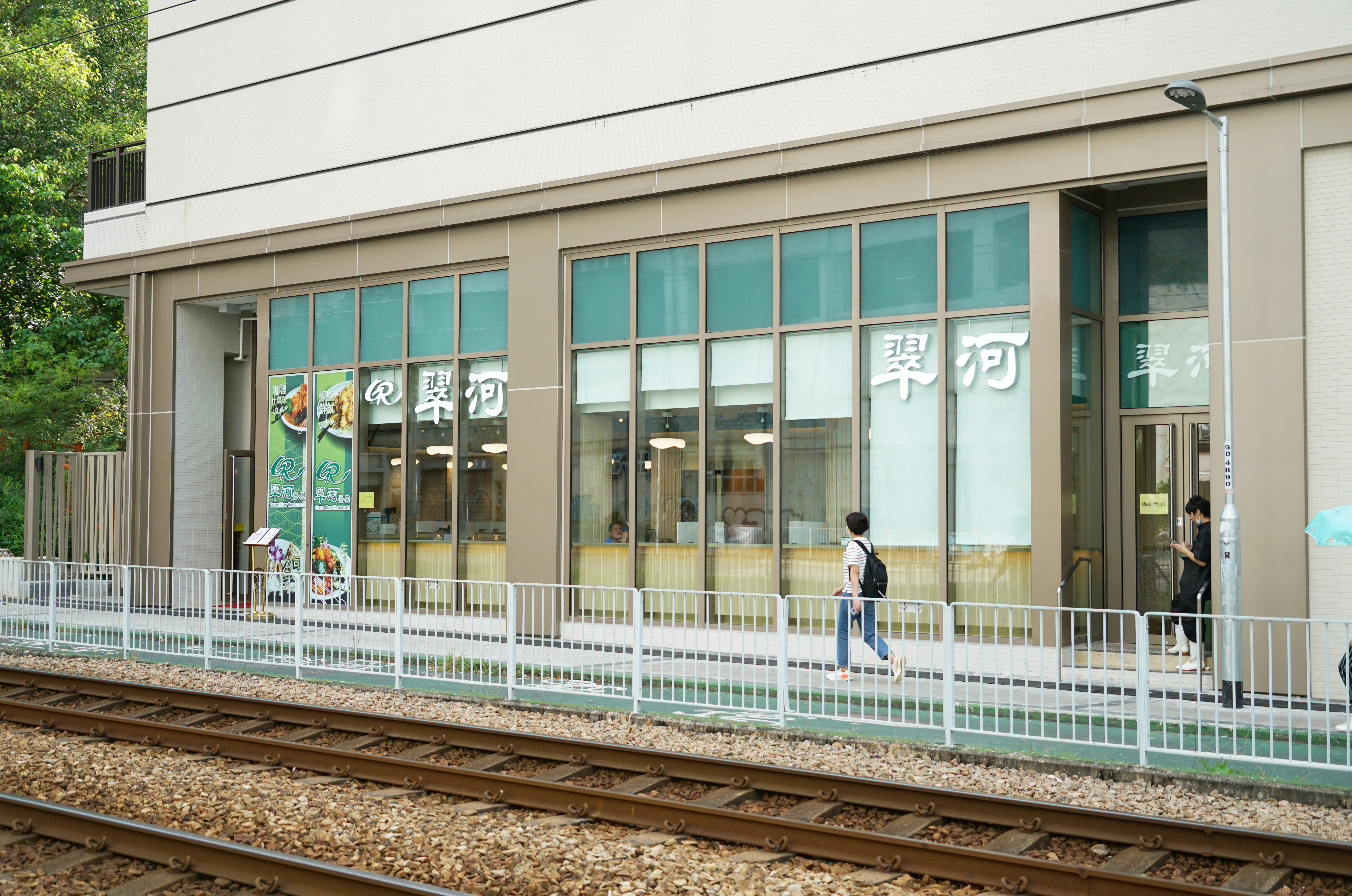
唯一商戶翠河餐廳

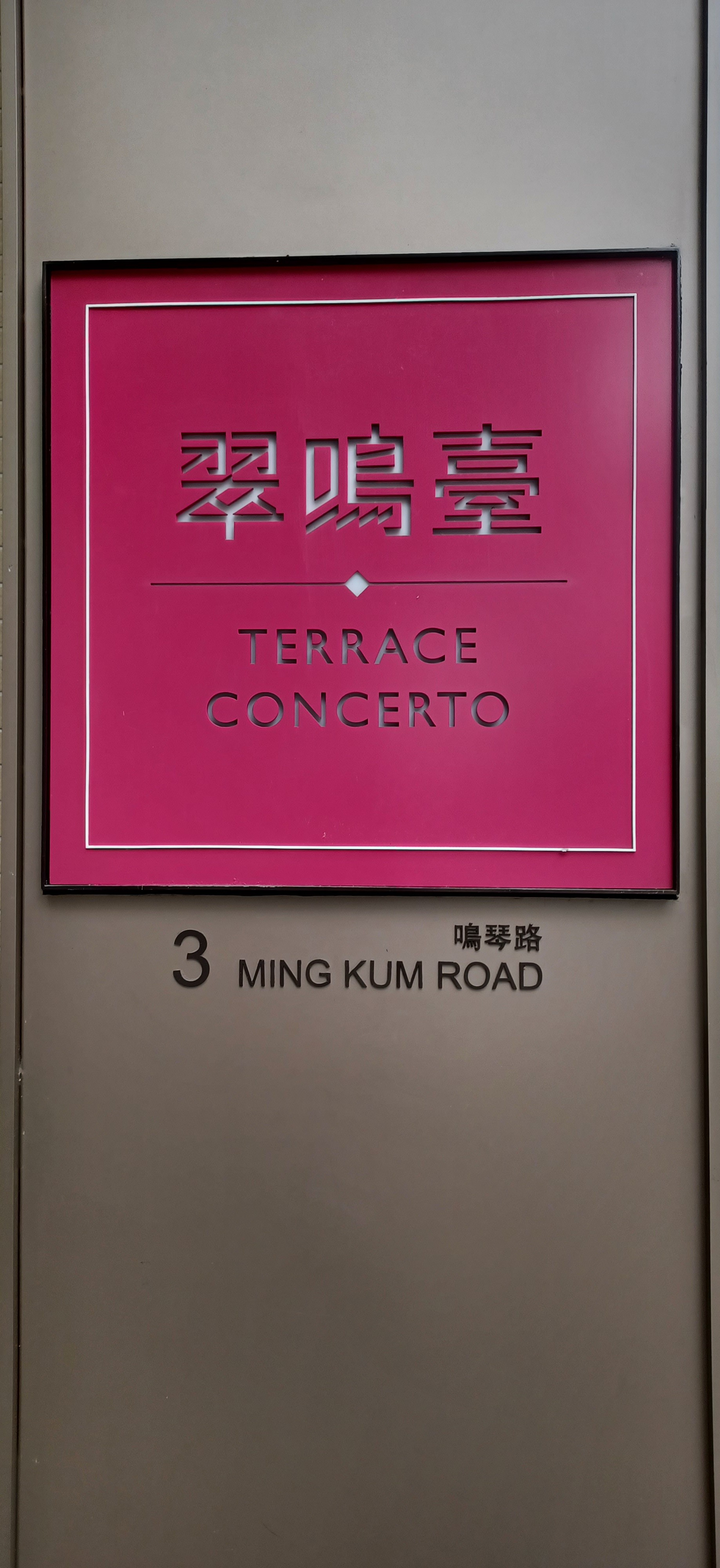
翠河餐廳門外的翠鳴臺門牌號碼

翠鳴臺（英語：Terrace Concerto）是香港房屋協會發展的一個資助出售房屋項目，位於香港新界屯門鳴琴路3號，於2020年4月落成，承建商為新福港集團。項目自2018年2月開售，示範單位在長沙灣青山道東景大廈。管理費每呎3.36元。

## 屋苑資料
屋苑為單棟式設計，樓高31層，天台設有庇護層。2至30樓屬住宅樓層，每層設10伙單位，共提供290個分層住宅。單位的實用面積介乎297至662平方呎，間隔由一至三房不等，類型包括：1房2廳（連套房）、2房2廳、3房2廳（連套房）等三種。當中以2房戶為主打，佔供應共7成；1房戶及3房戶則分別佔供應兩成及1成，每戶配置22至35平方呎露台；除了各層B室及全部1房戶(J、K室)外，其餘單位另設有16平方呎工作平台。
「翠鳴臺」與「翠嶺峰」相同，其設計、用料、全屋鋪設橡木地板以及隨屋附送的家電、裝修都貼近私人屋苑，配套及檔次較房委會資助房屋高，房協則標榜其用料設計為「實而不華」。

### 樓宇
| 樓宇名稱 | 落成年份 | 樓宇類型       | 建築師                   | 承建商     |
| -------- | -------- | -------------- | ------------------------ | ---------- |
| 翠鳴臺   | 2020年   | 建築師自行設計 | 劉榮廣伍振民建築師事務所 | 新福港集團 |

### 設施
1樓設有住客會所，設施包括遊戲室和休憩室等；另有佔地約9千多平方呎園藝花園/園藝區。值得一提的是項目的綠色建築認證的暫定評級為金級，表示其在能源消耗的表現優異。

## 建造期間圖片庫

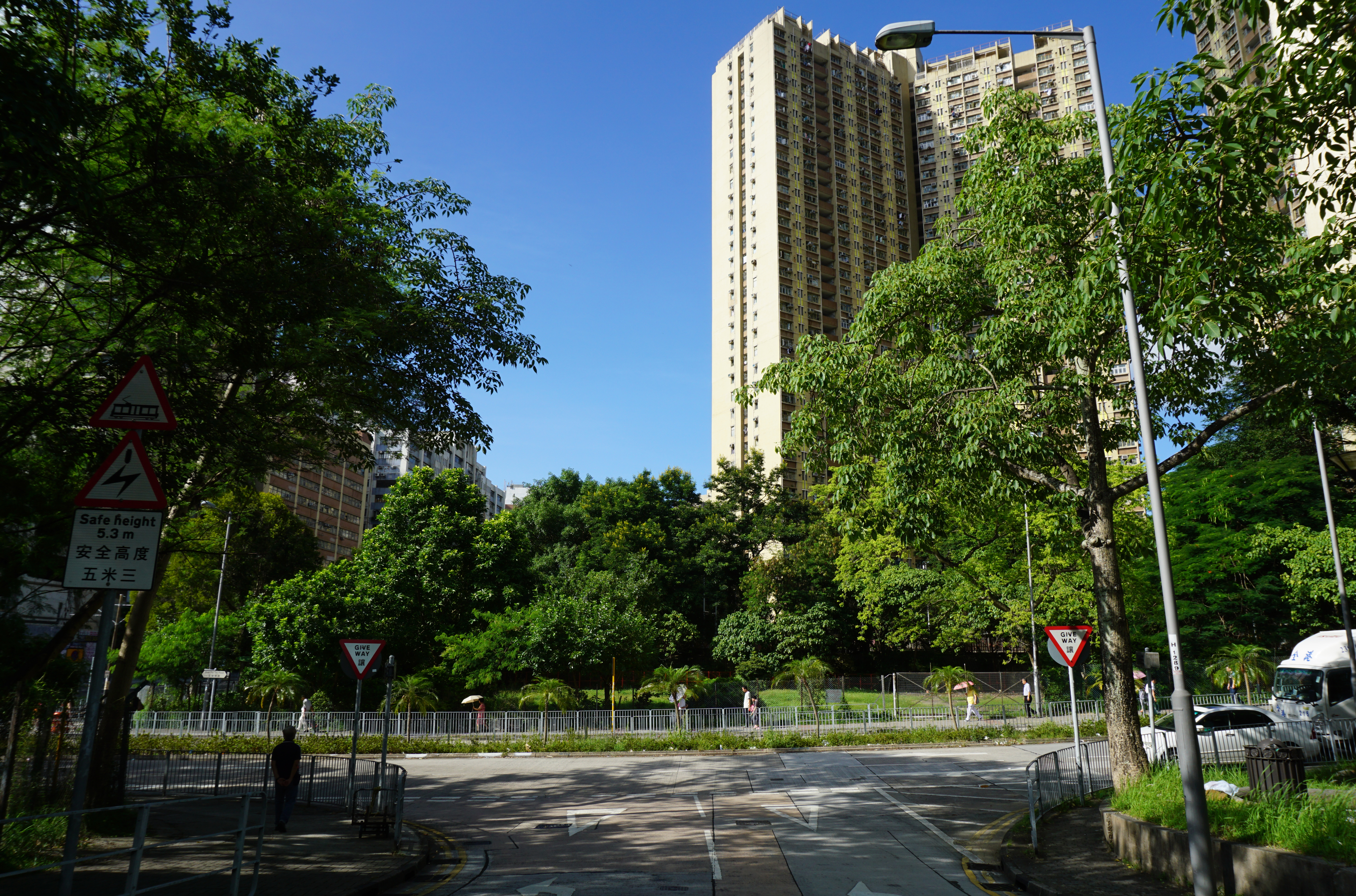
動工前為山景邨與石排頭路之間的空地，曾用作社區園莆多年，供鄰近學校活動及學習種植（2016年6月）
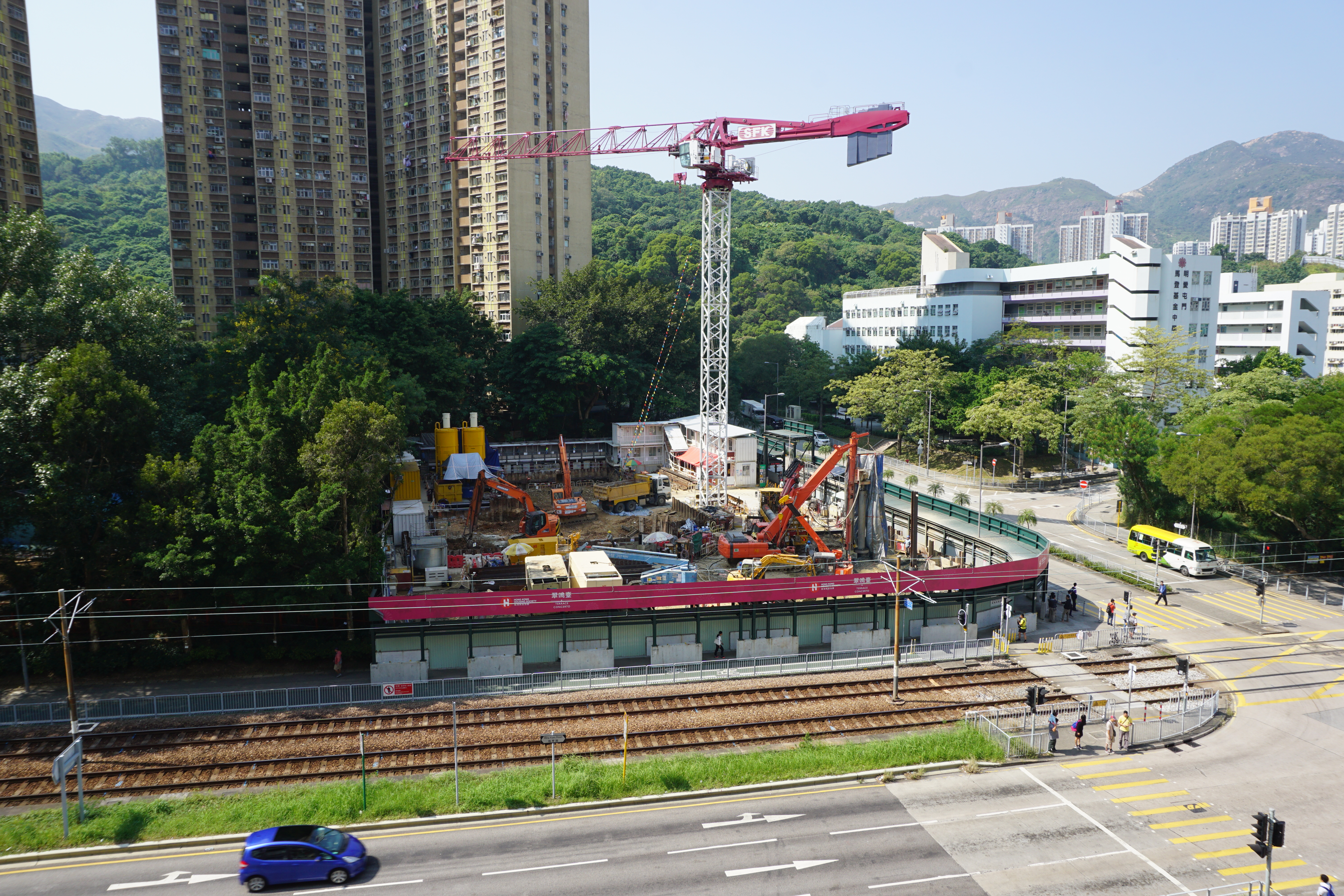
地基工程（2017年10月）
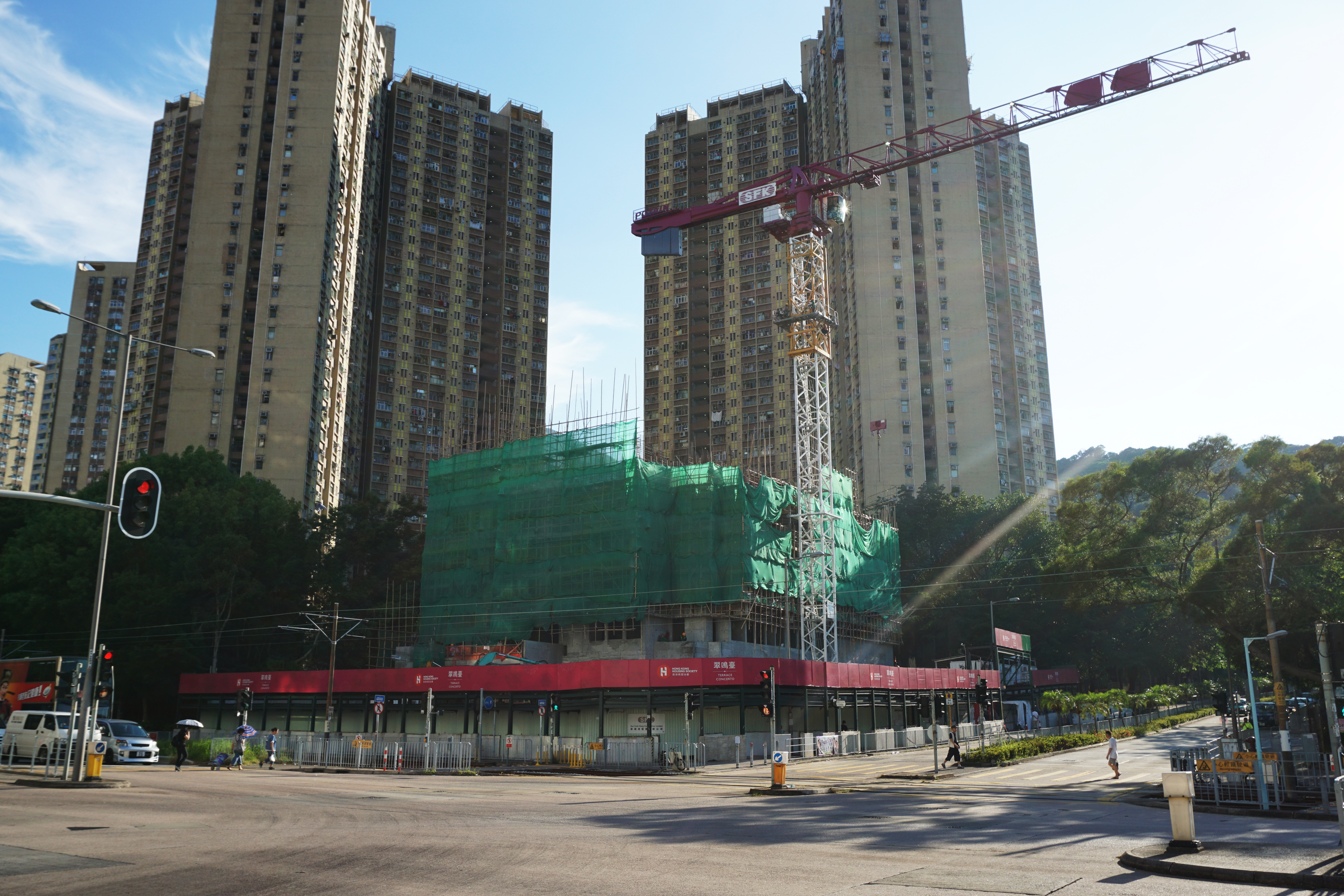
2018年5月的翠鳴臺
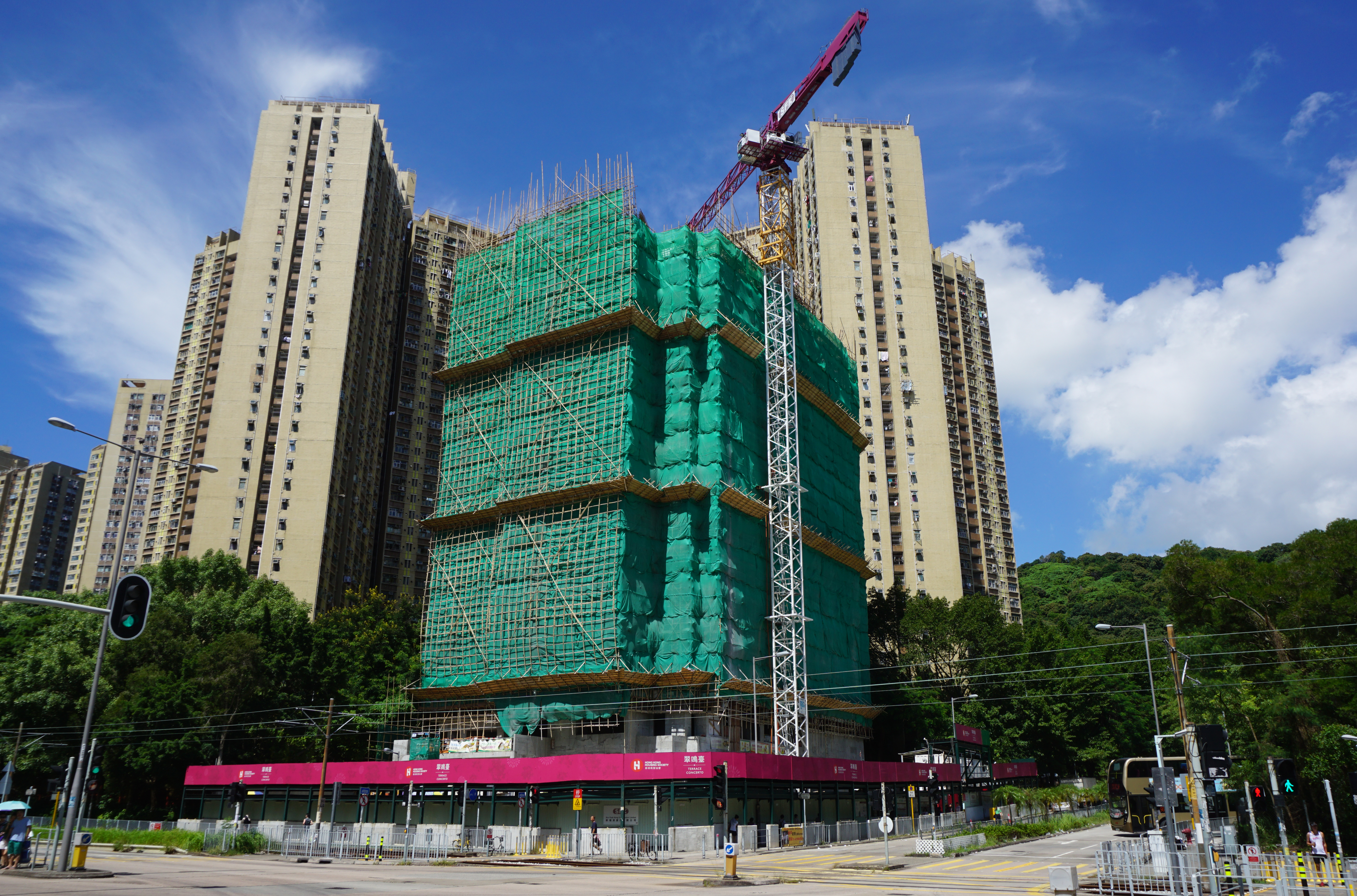
2018年11月的翠鳴臺

## 外部連結
- 翠鳴臺（页面存档备份，存于）